# Comunità economica europea
La Comunità Economica Europea (CEE) è stata un'organizzazione di Stati europei istituita il 25 marzo 1957, contestualmente alla Comunità europea dell'energia atomica, mediante la sottoscrizione del Trattato di Roma, entrato in vigore il 1º gennaio 1958. Ad essa presero parte i sei Stati già appartenenti alla Comunità europea del carbone e dell'acciaio, segnatamente Belgio, Francia, Germania Ovest, Italia, Lussemburgo e Paesi Bassi.
Considerata la più importante delle tre Comunità europee, il Trattato di Maastricht del 1992 ne dispose la trasformazione in Comunità europea (CE), concepita alla stregua di "Primo pilastro" dell'azione dell'Unione europea (UE). Con l'adozione del Trattato di Lisbona il 1º dicembre 2009 essa, formalmente, non esiste più essendo stata assorbita dall'Unione europea.

## Descrizione

### Le Comunità europee
I Trattati di Roma del 1957 hanno sancito la costituzione della CEE, insieme alla Comunità europea dell'energia atomica (anche nota come Euratom). La Comunità europea del carbone e dell'acciaio (CECA) era stata invece in precedenza istituita con il Trattato di Parigi del 1951.

### La Comunità europea
È il nome che ha avuto la CEE (Comunità Economica Europea) dall'entrata in vigore del Trattato di Maastricht (1º novembre 1993) fino all'entrata in vigore del Trattato di Lisbona (1º dicembre 2009) che l'ha formalmente soppressa. La sigla della Comunità europea era CE. La contrazione del nome dell'organizzazione internazionale tramite l'eliminazione del termine "Economica" fu dovuta ad un chiaro intento di espansione delle competenze della Comunità, non più legata meramente all'aspetto economico, ma intesa in modo che potesse abbracciare, col tempo, molte e diverse discipline verso l'anelata - ma mai, finora, compiuta - unione politica.

### La Comunità economica europea
La CEE aveva nei suoi obiettivi l'unione economica dei suoi membri (Belgio, Francia, Italia, Lussemburgo, Paesi Bassi, e Germania Ovest), fino a portare ad un'eventuale unione politica. Lavorò per il libero movimento dei beni, dei servizi, dei lavoratori e dei capitali, per l'abolizione dei cartelli e per lo sviluppo di politiche congiunte e reciproche nel campo del lavoro dello stato sociale, dell'agricoltura, dei trasporti, del commercio estero.
Nel 1956 il Regno Unito propose che il Mercato Europeo Comune (MEC) fosse esteso in una più ampia area di libero scambio europea. Nel novembre 1958, però, la Francia mise il veto sulla creazione della nuova area, così il Regno Unito, insieme alla Svezia, si fecero promotori dell'Associazione europea di libero scambio (EFTA), concretizzatosi nel 1960, insieme ad altri paesi non membri della CEE come (Austria, Danimarca, Norvegia, Portogallo, Svezia, Svizzera e Regno Unito).
Dal 1973, con l'ingresso di Regno Unito, Irlanda e Danimarca nella CEE, EFTA e CEE negoziarono una serie di accordi per assicurare uniformità nelle politiche economiche delle due organizzazioni, sfociata infine nell'accordo per lo Spazio economico europeo (SEE). Dal 1995 solo 4 membri (Islanda, Liechtenstein e Norvegia, non la Svizzera, che ha comunque stipulato trattati bilaterali) che non sono entrati nell'UE rimangono nell'organizzazione SEE.

## Obiettivi e politiche
Secondo il Trattato di Maastricht, la Comunità europea ha l'obbligo di promuovere nell'insieme della Comunità:
- uno sviluppo armonico, equilibrato e sostenibile delle attività economiche
- un livello elevato di occupazione e di protezione sociale e pari opportunità tra donne e uomini
- una crescita duratura e non inflazionistica
- un elevato livello di competitività e di convergenza dei risultati economici
- un livello elevato di protezione e di miglioramento della qualità dell'ambiente, l'innalzamento del livello e della qualità della vita, la coesione economica e sociale e la solidarietà tra gli Stati membri

Per perseguire tale risultato, la CE elabora un insieme di politiche settoriali, in particolare in questi settori:
- Ambiente
- Consumatori e salute
- Cultura, istruzione e gioventù
- Occupazione e diritti sociali
- Economia, finanza e concorrenza
- Energia e risorse naturali
- Libertà, sicurezza e giustizia
- Politiche industriali e mercato interno
- Regioni e sviluppo locale
- Relazioni esterne e immigrazione
- Scienza e tecnologia
- Trasporti

L'Unione economica e monetaria (UEM) è considerata la politica di integrazione più avanzata all'interno del primo pilastro dell'UE.

### Istituzioni
La CEE/CE è formata da quattro istituzioni principali:
- Assemblea, composta dai rappresentanti dei popoli degli Stati membri la cui elezione era a suffragio universale diretto.
- Consiglio, composto dai rappresentanti degli Stati membri. Il suo compito consisteva nel coordinare le politiche economiche generali degli Stati membri. Disponeva di un potere decisionale pari a un potere legislativo.
- Commissione, inizialmente composta da 9 membri scelti dai governi degli Stati membri in base alla loro competenza, era l'istituzione sopranazionale.
- Corte di giustizia, assicurava il rispetto del diritto nell'interpretazione e applicazione del Trattato.

### Funzionamento
La CE rappresenta il primo pilastro dell'Unione Europea che è caratterizzato dal "Metodo comunitario" che ne definisce il modo di funzionamento istituzionale.
Nel rispetto del principio di sussidiarietà, il metodo funziona su una logica d'integrazione ed è caratterizzato da questi elementi:
- monopolio del diritto d'iniziativa della Commissione
- ricorso generalizzato al voto a maggioranza qualificata in sede di Consiglio.
- ruolo attivo del Parlamento europeo (pareri, proposte di emendamento, ecc.).
- uniformità di interpretazione del diritto comunitario a cura della Corte di giustizia.

Il metodo comunitario si contrappone al "Metodo intergovernativo", funzionante nel secondo e nel terzo pilastro dell'UE.

## Fonti del diritto comunitario
Le fonti del diritto comunitario derivanti dall'attività della Comunità europea possono produrre atti vincolanti e non vincolanti. Gli atti non vincolanti sono le raccomandazioni CE (ossia degli inviti rivolti agli stati membri ad assumere un certo comportamento) e i pareri (espressione del punto di vista di un organo europeo su una determinata questione). Quelli vincolanti sono invece i Regolamenti, le Direttive e le Decisioni.

### Regolamenti CEE
I Regolamenti hanno le caratteristiche tipiche delle leggi nell'ordinamento interno degli stati. Sono generali, ossia non sono rivolti a soggetti determinati, ma hanno la caratteristica della generalità e dell'astrattezza. Sono obbligatori, ossia, salvo diversa disposizione del Regolamento stesso, devono essere applicati nella loro totalità dagli stati membri. Il fatto che siano atti di applicabilità diretta implica che non sia necessario, e neppure ammesso, un atto dello stato che ne ordini l'esecuzione nell'ordinamento nazionale.

### Direttive CEE
Una Direttiva è un atto normativo non generale, ma rivolto in particolare ad uno (o più) degli Stati membri. Pone allo Stato a cui è rivolta l'obbligo del raggiungimento di un determinato risultato o standard, lasciando discrezionalità agli organi nazionali in merito ai mezzi da utilizzare. Molto spesso, comunque, la Direttiva detta discipline particolareggiate e precise, al fine di limitare la totale discrezionalità dello Stato.

### Decisioni CEE
Le Decisioni hanno le caratteristiche tipiche del procedimento amministrativo nell'ordinamento degli stati. Tutti gli elementi di una Decisione sono obbligatori e direttamente applicabili, come i Regolamenti ma, a differenza di questi ultimi, sono rivolti a specifici soggetti, come uno Stato membro o una persona giuridica.

## Elenchi sintetici

### Paesi dell'Unione europea
- 1º gennaio 1958:  Belgio,  Francia,  Germania,  Italia,  Lussemburgo e  Paesi Bassi (6 membri)
- 1º gennaio 1973:  Regno Unito,  Danimarca e  Irlanda
- 1º gennaio 1981:  Grecia (10 membri)
- 1º gennaio 1986:  Portogallo e  Spagna (12 membri)
- 1º gennaio 1995:  Austria,  Svezia e  Finlandia (15 membri)
- 1º maggio 2004:  Cipro,  Malta,  Ungheria,  Polonia,  Slovacchia,  Lettonia,  Estonia,  Lituania,  Rep. Ceca e  Slovenia (25 membri)
- 1º gennaio 2007:  Romania e  Bulgaria (27 membri)
- 1º luglio 2013:  Croazia (28 membri)
- 1º febbraio 2020 CET: uscita del  Regno Unito (27 membri)

### Paesi degli accordi di Schengen (libera circolazione alle frontiere)
- Dal 1995:  Germania,  Francia,  Belgio,  Paesi Bassi,  Lussemburgo,  Portogallo e  Spagna (7 paesi)
- Dal 1997:  Italia (8 paesi)
- Dal 1998:  Austria (9 paesi)
- Dal 2000:  Grecia (10 paesi)
- Dal 2001:  Danimarca,  Svezia,  Finlandia, oltre a  Norvegia e  Islanda (non facenti parte dell'Unione europea) (15 paesi)
- Dal 2007:  Rep. Ceca,  Slovacchia,  Ungheria,  Polonia,  Estonia,  Lettonia,  Lituania,  Malta,  Slovenia per le frontiere terrestri e marittime (24 paesi)
- Dal 2008:  Svizzera (non facente parte dell'Unione europea) e per i controlli aeroportuali dei 9 paesi entrati a far parte degli accordi di Schengen l'anno prima (25 paesi)
- Dal 2023:  Croazia (26 paesi)

L'unico membro dell'Unione europea che non ha aderito alla cooperazione rafforzata di Schengen è l' Irlanda, mentre in   Romania,  Bulgaria e  Cipro il Trattato non è ancora entrato in vigore.

### Paesi che hanno adottato l'euro
- 1º gennaio 2002:  Austria,  Belgio,  Finlandia,  Francia,  Grecia,  Germania,  Irlanda,  Italia,  Lussemburgo,  Paesi Bassi,  Portogallo e  Spagna (12 paesi)
- 1º gennaio 2007:  Slovenia (13 paesi)
- 1º gennaio 2008:  Cipro e  Malta (15 paesi)
- 1º gennaio 2009:  Slovacchia (16 paesi)
- 1º gennaio 2011:  Estonia (17 paesi)
- 1º gennaio 2014:  Lettonia (18 paesi)
- 1º gennaio 2015:  Lituania (19 paesi)
- 1º gennaio 2023:  Croazia (20 paesi)
- 1° gennaio 2026:  Bulgaria (21 paesi)

L'unico paese dell'Unione europea che ha un opt-out riguardo all'adozione dell'euro è la  Danimarca, mentre la  Svezia non ha una clausola di opt-out ma lo applica "de facto".

### Paesi candidati ad entrare nell'Unione europea
Albania,  Bosnia ed Erzegovina,  Macedonia del Nord,  Moldavia,  Montenegro,  Serbia,  Turchia,  Ucraina

## Il futuro
Un passo avanti nello sviluppo dell'UE, necessario per permettere il funzionamento dell'Unione a 27, si è avuto con l'adozione del Trattato di Lisbona, che è, oggettivamente, un regresso rispetto alla più avanzata Costituzione Europea.
Il Trattato di Lisbona, come la Costituzione europea, prevede l'abolizione formale dei tre pilastri e la "comunitarizzazione" del secondo e terzo pilastro che funzioneranno col Metodo comunitario, ad eccezione delle disposizioni in materia di difesa comune.
Il Trattato di Lisbona si distingue però dalla Costituzione europea per il meccanismo di opt-out nel 3° pilastro ottenuto dalla Gran Bretagna e dall'Irlanda, la precisazione del "carattere specifico" della PESC, il semplice rinvio alla Carta dei diritti fondamentali, rispetto alla quale Gran Bretagna e Polonia hanno ottenuto la facoltà di opt-out. Non si fa inoltre cenno ai "simboli" dell'Unione.
Tutte queste caratteristiche (e altre) rendono "meno europeistico" il Trattato di Lisbona che, comunque, unifica CE ed Euratom e apporta altre piccole migliorie, oltre ad essere indispensabile per il funzionamento dell'Unione.